# The Bridge (álbum de Billy Joel)
The Bridge es el décimo álbum de Billy Joel. Fue lanzado al mercado por Sony en 1986. Fue producido por Phil Ramone. Este álbum tiene varios sencillos exitosos incluyendo "A Matter of Trust" (alcanzó el #3), "Modern Woman" (de la banda sonora de "Ruthless People" alcanzando el #10), y "This is the Time" (alcanzando el #18).
"Baby Grand" es una colaboración entre Billy Joel y uno de sus ídolos, Ray Charles.

## Lista de canciones
1. "Running on Ice" (Billy Joel) – 3:15
2. "This Is the Time" (Billy Joel) – 4:59
3. "A Matter of Trust" (Billy Joel) – 4:09
4. "Modern Woman" (Billy Joel) – 3:48
5. "Baby Grand" (Billy Joel, Ray Charles) – 4:02
6. "Big Man on Mulberry Street" (Billy Joel) – 5:26
7. "Temptation" (Billy Joel) – 4:12
8. "Code of Silence" (Billy Joel, Cyndi Lauper) – 5:15
9. "Getting Closer" (Billy Joel) – 5:00

- Datos: Q913844